# Dos caminos
Dos caminos és una pel·lícula dramàtica espanyola estrenada l'u de febrer de 1954 dirigida per Arturo Ruiz Castillo. Mostra una visió tendenciosa dels que practicaren la resistència armada contra els vencedors de la guerra civil espanyola.

## Argument
Mostra la història de dos combatents de l'Exèrcit Popular de la República un cop acabada la guerra civil. Mentre que Antonio decideix quedar-se a Espanya com a metge rural al Pirineu, l'altre, Miguel, fuig a França, on és tancat en un camp de concentració i lluita com a maquis. Finalment torna a Espanya i acaba morint als braços del seu amic.

## Repartiment
- María Luisa Abad - Carmen
- Valeriano Andrés - Oficial de fronteres
- María Asquerino - Marcelle
- Joaquín Bergía - Tinent Espanyol
- Francisco Bernal - Oficial de gendarmes
- Adriano Domínguez - Tinent Ibarra
- Manuel Guitián - Cipriano
- Fernando Heiko Vassel - Oficial alemany
- Arturo Marín - Sergent de la guàrdia civil
- Juanjo Menéndez - Pedro
- Pepita Monter
- Trini Moreno - Colette
- José Nieto - Comandant
- Teófilo Palou - Oficial de gendarmes
- Ángel Picazo - Antonio
- Luis Pérez de León - Don Tomás
- Inés Pérez Indarte
- Rubén Rojo - Miguel
- Enrique F. Sagaseta
- Diana Salcedo - Basilis
- José Sepúlveda - Janos
- Juan Vázquez - Pare de Marcelle

## Premis
La pel·lícula va aconseguir un premi econòmic de 100.000 ptes, als premis del Sindicat Nacional de l'Espectacle de 1953.